# 한봉수
한봉수(1884년 4월 18일~1972년 12월 25일)는 한말의 의병장이다. 본관은 청주. 손자는 한민구 제44대 국방부 장관이다.
1884년 충청북도 청주시 내수읍 세교리에서 태어났다. 대한제국군 진위대 상등병으로 복무하다가 1907년 군대가 강제 해산되자, 같은 해 여름 의병장 김규환과 손을 잡고 일본 헌병대를 습격하였다. 1907년 해산 군인 100여 명을 규합해 일본 헌병대장을 사살하고 일본군 수송대를 습격해 독립자금을 확보했다. 일본의 압박이 심해지자 의병을 해산하고 처가인 한양 마포에 피신해 있다가 일본 경찰에 체포되었다. 1910년 6월 공주지방재판소 청주지부에서 내란죄 및 강도·살인 혐의로 사형을 선도받았다. 사형 집행을 기다리던 중 같은 해 8월 일본의 합방대사령(合邦大赦令)이라는 조치에 의해 사면되었다. 사면 이후에도 독립운동에 계속 참여하였다.
3·1운동이 일어난 해인 1919년에는 독립운동가 손병희 등과 함께 충청북도 청주시 장터에서 독립선언서를 살포하고 대한독립만세를 외쳤다.
1963년 대한민국 건국훈장 독립장이 수여되어 국가유공자로 등록이 되었다.